# Ralf Feuerstein
Ralf Feuerstein (* 16. Juni 1963) ist ein ehemaliger deutscher Fußballspieler.
Feuerstein spielte für die Sportfreunde Lotte, bevor er 1984 zum VfL Osnabrück kam und mit dem Klub 1985 in die 2. Bundesliga aufstieg. Nach dem Aufstieg unterzeichnete er einen Profivertrag und kam bis zu seinem Abgang 1987 zu 36 Zweitligaeinsätzen für Osnabrück. In den folgenden Jahren spielte er noch im norddeutschen Amateurfußball für den VfL Oldenburg, SV Arminia Hannover und den VfL Herzlake.